# Universidad Estatal de Dakota del Sur
La Universidad Estatal de Dakota del Sur (South Dakota State University en idioma inglés) es la mayor universidad en el estado de Dakota del Sur, localizada en Brookings. Universidad pública, fundada en 1862 bajo los auspicios de la Morrill Act. La universidad, de acuerdo con su tradición y misión, ofrece programas de estudio enfocados especialmente a la agricultura, ingeniería, enfermería, y farmacia, así como estudios de artes liberales. La Universidad Estatal de Dakota del Sur es dirigida por el South Dakota Board of Regents (Directiva de Regentes de Dakota del Sur), organismo encargado de dirigir las seis universidades públicas del estado y dos escuelas especiales.

## Historia
La universidad fue fundada en 1881 como Universidad de Agricultura de Dakota. El nombre fue cambiado en 1904 por el de Universidad del Estado de Dakota del Sur de las Artes Agrícolas y Mecánicas. En 1964, el nombre cambió a Universidad Estatal de Dakota del Sur, reflejando la educación más completa ofrecida por la universidad. 
El primer edificio, con el financiamiento de la legislatura territorial, fue construido en 1883, seis años antes de que el estado de Dakota del Sur fuese incorporado a la unión. 

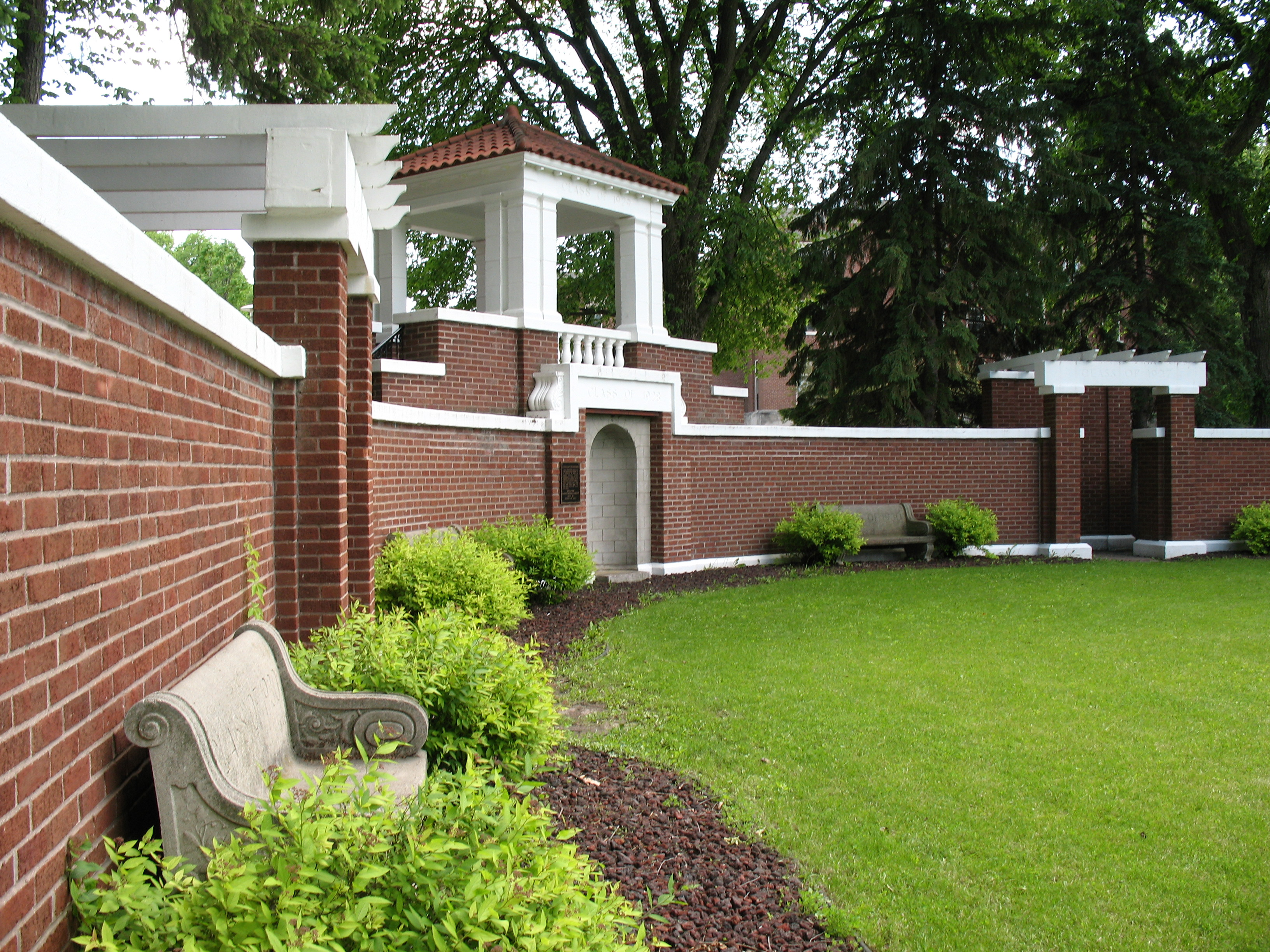
El Sylvan Theater en el campus de la South Dakota State University.

### Rectores de la SDSU
- George Lilley 1884-1886
- Lewis McLouth 1886-1896
- John Heston 1896-1903
- James Chalmers 1903-1906
- Robert Slagle 1906-1914
- Ellwood Perisho 1914-1918
- Willis Johnson 1919-1923
- Charles Pugsley 1923-1940
- George Brown 1940-1940
- Lyman Jackson 1941-1946
- Fred Leinbach 1947-1951
- John Headley 1952-1957
- H. M. Crothers 1957-1958
- Hilton Briggs 1958-1975
- Sherwood Berg 1975-1984
- Ray Hoops 1984-1985
- Robert Wagner 1985-1997
- Peggy Gordon Miller 1998-2006
- David Chicoine 2007-

## Estudios Académicos
La Universidad concede grado de grados de bachiller, grados de master, y grados doctorales. En otoño de 2007 la universidad contaba con 11.706 alumnos. La Universidad Estatal de Dakota del Sur es conocida en la región por tener excelentes programas de estudio en ingeniería y un programa muy competitivo del oficio de enfermería. La Universidad ofrece los siguientes estudios: 
- Ciencias Agrícolas y Biológicas
- Artes y Ciencias
- Educación y Asesoramiento
- Ingeniería (acreditación ABET)
- Ciencias del Consumo y la Familia
- Estudios Generales
- Enfermería
- Farmacia

## Alumnos Notables
- Gene Amdahl — arquitecto del IBM 360 (inventor, físico y empresario)
- Stephen Foster Briggs — inventor del motor Briggs & Stratton e
- Tom Daschle — antiguo Majority Leader del Senado de los Estados Unidos
- William E. DePuy — General del ejército de los EE. UU. y primer comandante del TRADOC
- David Gilbertson — jefe de justicia del South Dakota Supreme Court
- Steve Heiden - ala cerrada del NFL's Cleveland Browns; anteriormente del San Diego Chargers
- Jim Langer — elegido para el Pro Football Hall of Fame en 1987
- Mitchell Olson — Contendiente en Survivor: The Australian Outback en 2001.
- Josh Ranek — enrolado en la CFL's Edmonton Eskimos; anteriormente del Hamilton Tiger-Cats y Ottawa Renegades
- Mike Rounds — gobernador de Dakota del Sur
- Theodore Schultz — ganador del Premio Nobel de Economía de 1979
- Adam Timmerman — portero de la NFL's St Louis Rams; anteriormente del Green Bay Packers
- Adam Vinatieri — pateador de la NFL's Indianapolis Colts; anteriormente del New England Patriots
- Megan Vogel — Drafted por el WNBA's Washington Mystics;

## Consejo Griego
Esta lista contiene solamente las fraternidades que forman parte del Greek Council. Existen otras fraternidades, pero no están reconocidas oficialmente por la universidad.
- Alpha Gamma Rho(ΑΓΡ) — Página oficial
- Alpha Xi Delta(ΑΞΔ)
- Ceres
- Chi Omega(ΧΩ)
- Delta Chi(ΔΧ) — Página oficial
- FarmHouse
- Lambda Chi Alpha(ΛΧΑ)
- Sigma Alpha Epsilon(ΣΑΕ) — Página oficial
- Sigma Phi Delta(ΣΦΔ) — Página oficial
- Sigma Phi Epsilon(ΣΦΕ) — Página oficial

## Puntos de interés

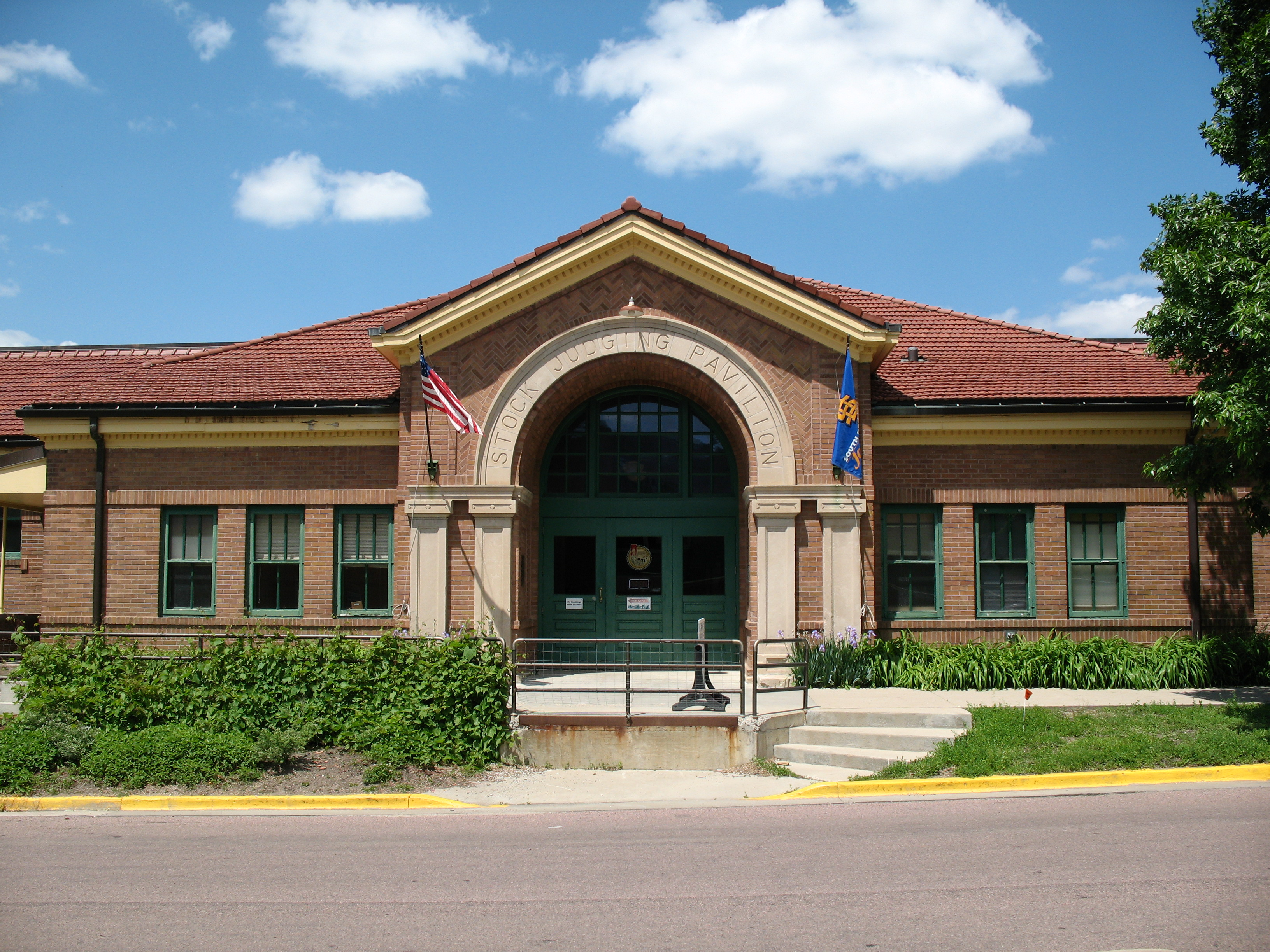
The Agricultural Heritage Museum en la SDSU.

El campus de la Universidad Estatal de Dakota del Sur alberga la biblioteca H.M. Briggs y el campanil de Coughlin. También alberga dos museos, South Dakota State Art Museum (Museo de Arte del Estado de Dakota del Sur) (entre sus principales atracciones obras de Harvey Dunn y Óscar Howe, entre otros), y el South Dakota Agricultural Heritage Museum (Museo Agrícola de la Herencia de Dakota del Sur). 
La universidad gestiona sus propias instalaciones lecheras, procesando 10 000 libras (4.5 t) de leche semanal en forma de queso y helado, gestiona la operación de la cría del ganado y de las ovejas, tiene una empresa localizada en el campus de elaboración de productos cárnicos, y cuenta con una farmacia gestionada por los estudiantes. Anexo al campus también está el Arboreto de Dakota del Sur y Jardines McCrory.
También alberga dos los teatros: El State University Theatre y el Prairie Repertory Theatre.